# Павел Спурний
Павло Спурний (чеськ. Pavel Spurný, нар. 1958) — чеський астроном, співробітник Астрономічного інституту в Ондржейові у складі Академії наук Чеської Республіки. Займається дослідженнями міжпланетної матерії, є експертом з метеорів і координатором Європейської болідної мережі та Пустельної болідної мережі.

## Біографія
Павло Спурний вивчав фізику твердого тіла на математично-фізичному факультеті Карлового університету. Після його закінчення в 1982 році він вступив в Астрономічний інститут. З самого початку він працював під керівництвом Зденека Цеплехи над дослідженням болідів та їх спостереженням у рамках міжнародного проекту Європейської болідної мережі. Він очолив цей проект у 1993 році і відтоді є його головним координатором. У 2000–2004 роках був керівником групи фізики метеорів, на посаді 1993–2000, а з 2004 року — завідувачем відділу міжпланетної матерії Астрономічного інституту.

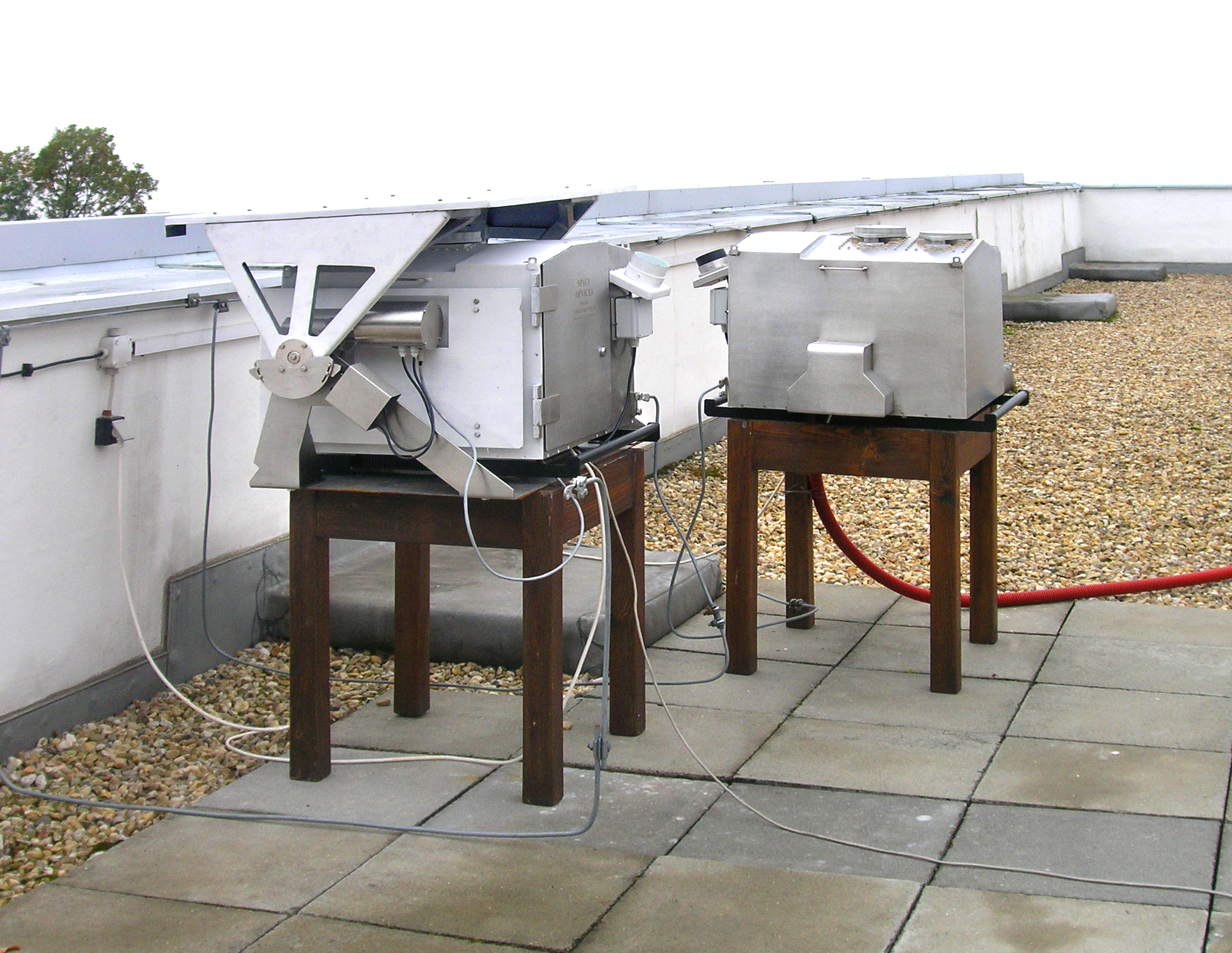
Автоматичні болідні камери, розроблені Павлом Спурним

У 1997 році він ініціював розробку та виробництво нового типу автоматичної болідної камери для чеської частини Європейської болідної мережі. Пізніше він модифікував цю камеру та використав її у 2001 році для заснування Пустельної болідної мережі в Західній Австралії в пустелі Налларбор. Відтоді постійно працює над її подальшим розвитком, функціонуванням та обробкою результатів.
Серед його найважливіших робіт — аналіз фотографій та інших записів боліду Нойшванштайн, який пролетів над Баварією 6 квітня 2002 року. Три метеорити були знайдені в зоні, розрахованій Павелом Спурним.
На основі спостережень метеорного потоку Леоніди в Китаї в 1998 році він виявив метеорне випромінювання на дуже великих висотах (понад 130 км), про що до того часу не було відомо. Пізніше це випромінювання було підтверджено і в інших метеорних потоках – наприклад, у Персеїдах.

## Участь в міжнародних організаціях
Павел Спурний — всесвітньо відомий експерт з метеорів і метеоритів. Він є членом Міжнародного астрономічного союзу з 1994 року, працюючи в його 22-й комісії з метеорів, метеоритів і міжпланетного пилу. В 2006-2009 роки був головою цієї комісії.

## Нагороди
- У 2003 році він отримав нагороду Вченого товариства Чеської республіки[cs] за дослідження метеорів і метеороїдів.
- У 2007 році Чеське астрономічне товариство присудило йому нову нагороду – лекцію Копала[8]. Він прочитав цю лекцію під назвою «Систематичне відстеження болідів у Центральній Європі та Західній Австралії — нові методи, інструменти та деякі цікаві результати» 8 грудня 2007 року в рамках зустрічі до 90-ї річниці заснування Чеського астрономічного товариства.
- У червні 2012 року він отримав престижну академічну нагороду - Praemium Academiae - від президента Академії наук Їржі Драгоша за дослідження метеоритів та їх взаємодії з земною атмосферою[9].
- На честь Павла Спурного названа планета (13774) Спурний, яку виявив роботизований телескоп LONEOS .